# Schachmann (Adelsgeschlecht)

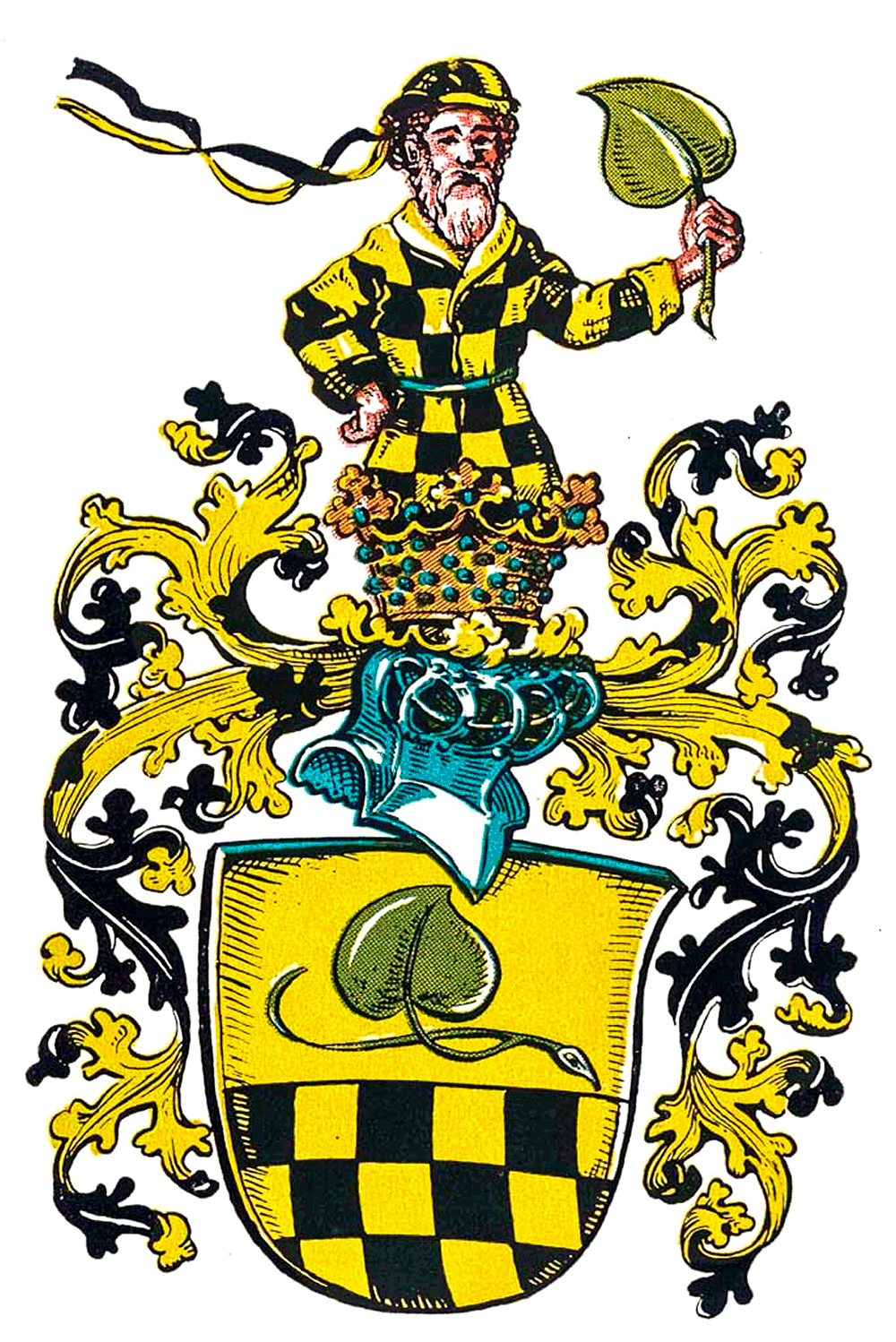
Wappen derer von Schachmann

Schachmann (auch Schachtmann, im Originaltext Schachman) war der Name eines schlesischen Adelsgeschlechts.

## Herkunft
Über die Herkunft Jakob Schachmanns, der als der erste in der Familie Schachmann gilt, über den es gesicherte Nachforschungen gibt, werden verschiedene Angaben gemacht. Nach Albrecht von Reichel (* 1638; † 1697) der ältesten Quelle (frühestens 1677), ist Lucas Schachtmann († 1543 in Breslau) der Vater, der Maria von Rogenhausen (auch Solimischken aus Preußen) geheiratet habe.
Nach Hans-Jürgen von Witzendorf-Rehdigers († 1961) Angaben ist Johann der Vater. Der habe in erster Ehe Anna Lackmann und 1517 in zweiter Ehe Christine Bentels (auch Sulimann von Schlochau).
Nach Rudolf Stein heißt der Vater eines viel früher geborenen Jakob Schachmanns (* in Zips; † 1498) Balthasar und war Kriegshauptmann in Ungarn. Jakobs Sohn (* 1475 in Bolkenhain; † 1543) sei 1492 Danziger Bürger geworden unnd Schöppe.
Stein und v. Witzendorf-Rehdiger geben selbst keine Belege an und stimmen nur in der Angabe überein, dass am 6. Dezember 1555 die vier Söhne des Johann aus dessen zweiter Ehe geadelt wurden.
Nach Johann Friedrich Gauhe, dessen weitere ins Detail gehenden Angaben (1740) mit denen Oskar Puschs übereinstimmen hieß der Vater Jakobs Joachim von Schachmann und Herrmannsdorff in Koselitz und Gribigsdorff in der Ober-Lausitz, wenn auch Jakob nicht beim Namen, sondern als Ehemann einer „von Frenzel und Königshain“ bezeichnet wird. Jakobs Bruder sei Johann († 1626), Herr auf Koselitz gewesen.
Der dritte Band der Mitteilungen des Westpreußischen Geschichtsvereins nennt fünf am 6. Dezember 1555 von König Ferdinand I. geadelte Söhne des Johann Schachmann (* 1475 in Bolkenhain; † 1543 in Danzig) beim Namen: Hans, Melchior, Kaspar, Lucas und Jakob. Das Geschlecht stamme aus Ungarn und Johann sei als erster des Geschlechts nach Danzig gekommen, wo es eine der bekanntesten Familien gewesen sei. Bartholomäus Schachmann sei außerdem der Sohn Kaspars gewesen.

## Geschichte
Das erste gesicherte Mitglied der Familie ist Jakob Schachmann (* 1527 in Danzig; † 23. Oktober 1586). Im Breslauer Stadtbuch wird seine Herkunft mit Gedanensis („Danzig“) bezeichnet. Er siedelte in seinen 20er Jahren als Kaufmann von Danzig nach Schlesien, wo er durch Handelsüberschüsse in seinen Gütern Saaren (Kreis Neumarkt) und Hermannsdorf (Kreis Breslau) schnell zu Ansehen gelangte. 1557 wurde er mit 30 Jahren Schöppe im Rat der Stadt Breslau und blieb für die nächsten 30 Jahre bis Lebensende wechselweise Schöppe oder Konsul. Die letzten zehn Jahre war er sogar stellvertretender Präses oder Bürgermeister, zwei Mal Vorsitzender Schöppenpräses. Er stand auch in Diensten des Königs und war einmal Legat im Auftrag des Kaisers.
1551 heiratete er in erster Ehe Eva Rehdiger (* 1531; † 1570), Tochter Niklas des Älteren und Anna Morenberg von Schönborn (* 1500; † 1573). Annas Eltern waren der 1497 geadelte Gregor von Schönborn aus Löwenberg und Margarethe von Hemmerdey. Die Hochzeit Jakobs und Evas soll Evas Bruder Niklas II. arrangiert haben, wobei Jakob wohl Niklas’ Stellvertreter im Handelshaus Rehdiger war. Nachdem Evas Großvater Gregor verstorben war, gewann Jakob das Vertrauen dessen Tochter Anna, seiner eigenen Schwiegermutter. Jakob wurde daraufhin von der Familie seiner Frau angefeindet, besonders von Schwiegerbruder Thomas, der seinem Bruder Niklas II. sogar verübelte die Hochzeit bewerkstelligt zu haben. In Wirklichkeit aber fußten die Vorwürfe aber auch auf Jakobs Unverständnis dafür, dass seine Schwäger das durch die Handelsgesellschaft ihres Bruders Niklas II. verdiente Geld „verpraßten“, dessen Stellvertreter Jakob ja auch war. Eva, deren Ehe mit Jakob unglücklich gewesen sein soll, verstarb mit 39 Jahren. Sie hatte ihrem Mann Jakob (* 1554; † 19. Februar 1587) und Caspar geboren, wobei Jakob wohl geisteskrank gewesen ist und mit nur 33 Jahren verstarb und Caspar noch vorher jung verstarb.
In zweiter Ehe heiratete Jakob am 11. Juni 1571 Anna Frenzel von Königshain, Tochter des adlig gewesenen Schlosserbauers und Händlers Joachim Frenzel. Sie brachte ihm einige Dörfer und den Reichenbacher Wald mit in die Ehe. Jakobs Schwager aus erster Ehe Adam von Rehdiger hatte 1561 Corona, Annas Schwester geheiratet. Anna gebar ihrem Mann Jakob sechs Kinder: Hans, Joachim, Lukas, Anna, Magdalena und Rosina.
Mit ihrer Volljährigkeit fanden Joachim und Lukas ihren Bruder, wohl auch mit dem Verkauf von Markersdorf erhaltenen Geld finanziell ab und teilten sich die zwei verbliebenen geerbten Dörfer auf.
Hans wurde kurfürstlich Brandenburgischer Rat und blieb unverheiratet. Er starb 1618 oder (nach Rudolph Stein) im Jahr 1609.
Joachim (* 1572 oder später; † 1648) wurde kurfürstlich Sächsischer Leutnant und heiratete im Jahr 1605 wahrscheinlich eine von Strachwitz, wobei er durch seine Ehe zu Girbigsdorf noch Kösslitz und Kunnersdorf dazuerhielt. Als sein Sohn ist Jakob überliefert, dessen Tochter Anna Dorothea aus seiner zweiten Ehe ihren Vetter Franz Karl heiratete.
Lukas († 1634) studierte 1606 in Wittenberg, erbte Hermannsdorf und heiratete Susanna, eine Tochter des im Dienst des Königs stehenden Breslauer Ratsherren und Landesältesten Georg Pförtner von der Hölle.
Anna heiratete Friedrich von Rindfleisch. Der verkaufte nach ihrem Tod die Dörfer, die er durch Heirat mit ihr erworben hatte, an seine Schwager und Sohra, das er selbst erworben hatte an seinem eigenen Bruder Jakob.
Magdalena heiratete Johann Person, Doktor beider Rechte.
Rosina heiratete wohl nach 1593 Jakob von Artzat, Herr auf Machnitz.
Ernst Moritz († 22. August 1681), neben zwei Töchtern Anna Susanna und Marie Rosina Lukas’ einziger Sohn, studierte in Leiden, heiratete Susanna von Nostitz und war Herr unter anderem auf Königshain, wo er das durch den Dreißigjährigen Krieg beschädigte Renaissanceschloss 1660 von Vetter Paul Georg von Liedlau erwarb und nach einem Blitzeinschlag mit Brandfolge im Jahr 1668 bis 1680 wieder aufbaute. Seine Ehefrau gebar ihm vier Söhne Adolph Ernst, Hans Caspar, Moritz Ferdinand und Franz Karl und drei Töchter Anna Eleonore, Susanna Sophie und Elisabeth.
Adolph Ernst († 20. März 1728), Herr auf Königshain wurde königlich polnischer und kurfürstlich sächsischer Generalmajor. Er heiratete am 24. Februar 1686 in Königshain Anna Sibylla von Bünau a.d.H. (aus dem Hause) Pilnitzy, die 1703 im Alter von 59 nach Krankheit, die ihr in ihren letzten Tagen das Stehen und Liegen unmöglich machte, verstarb. Sie war in erster Ehe mit Hans Heinrich von Rohr verheiratet gewesen.
Hans Kaspar wurde Kapitänsleutnant in Hannover.
Moritz Ferdinand, Herr auf Sohra heiratete Helene von Muzgerad und bekam mit ihr Kinder, deren Namen nicht überliefert sind.
Franz Karl wurde königlich polnischer und kurfürstlich sächsischer Rat und Landesältester. Er heiratete seine Cousine zweiten Grades Anna Dorothea. Franz Adolph, königlich polnischer und kursächsischer Kammerjunker, war sein Sohn und Carl Adolph Gottlob sein Enkel.
Von Anna Eleonore, Susanna Sophie und Elisabeth gibt es keine weiteren Erzählungen.
Franz Adolph († 1517), königlich polnischer und kursächsischer Kammerherr heiratete die „recht gottselige“ Johanna Eleonora von Schönberg a.d.H. Pfaffroda im meißnischen Erzgebirge († 1516). Ihre gemeinsamen Kinder hießen Johanna Eleonora, wie ihre Mutter, und Adolph Ernst († 1570), königlich polnischer und kursächsischer Rittmeister.
Carl Adolph Gottlob erbte das Renaissanceschloss in Königshain und erbaute in dessen Nähe das Barockschloss.

## Persönlichkeiten
- Adolf Ernst von Schachmann (1642–1728), kursächsischer Generalmajor und Herr auf Königshayn und Ober Linda
- Bartholomäus Schachmann (1559–1614), deutscher Forschungsreisender, Kunstsammler und Bürgermeister von Danzig
- Carl Adolph Gottlob von Schachmann (1725–1789), deutscher Gutsbesitzer, Naturforscher, Maler und Numismatiker

## Wappen

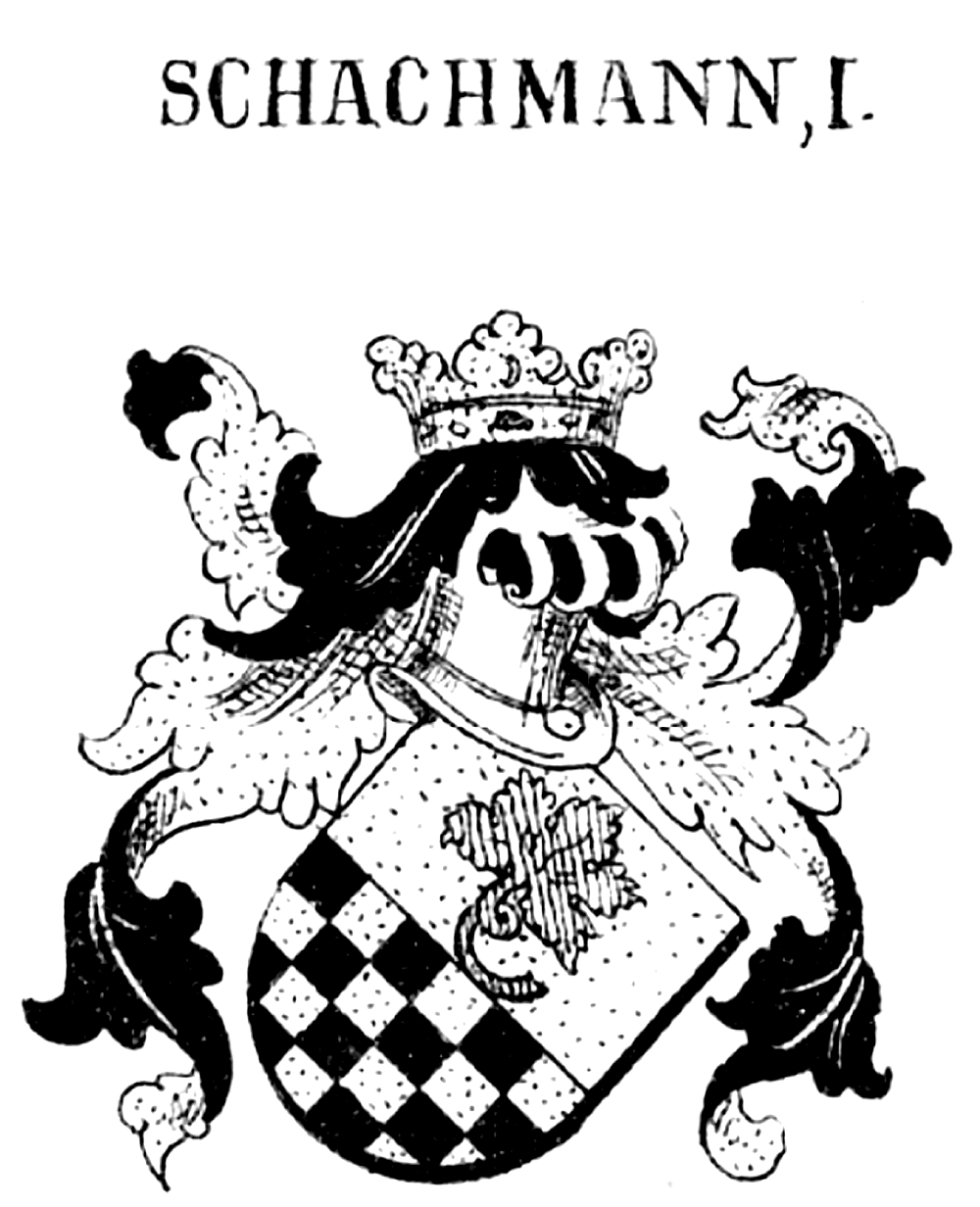
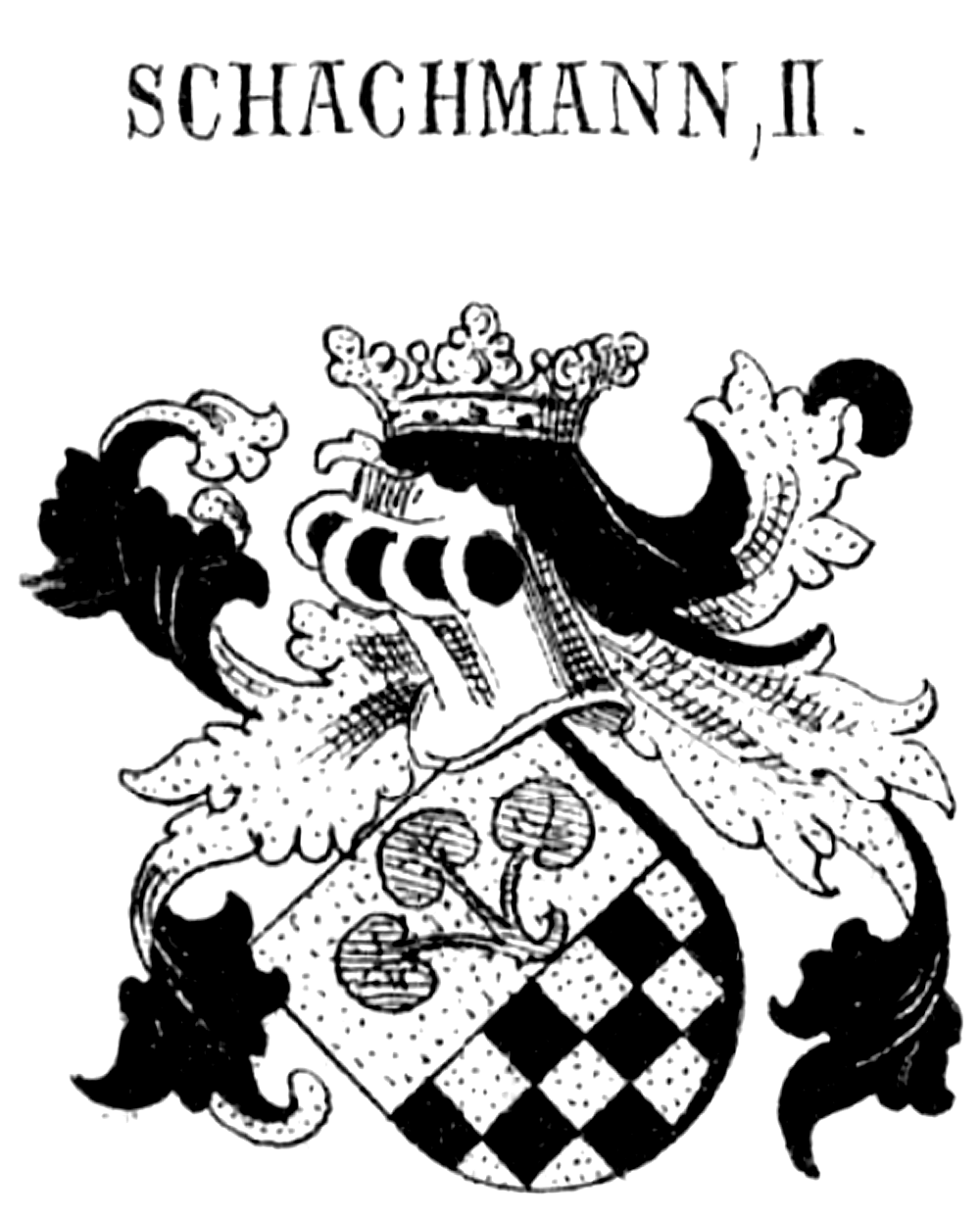
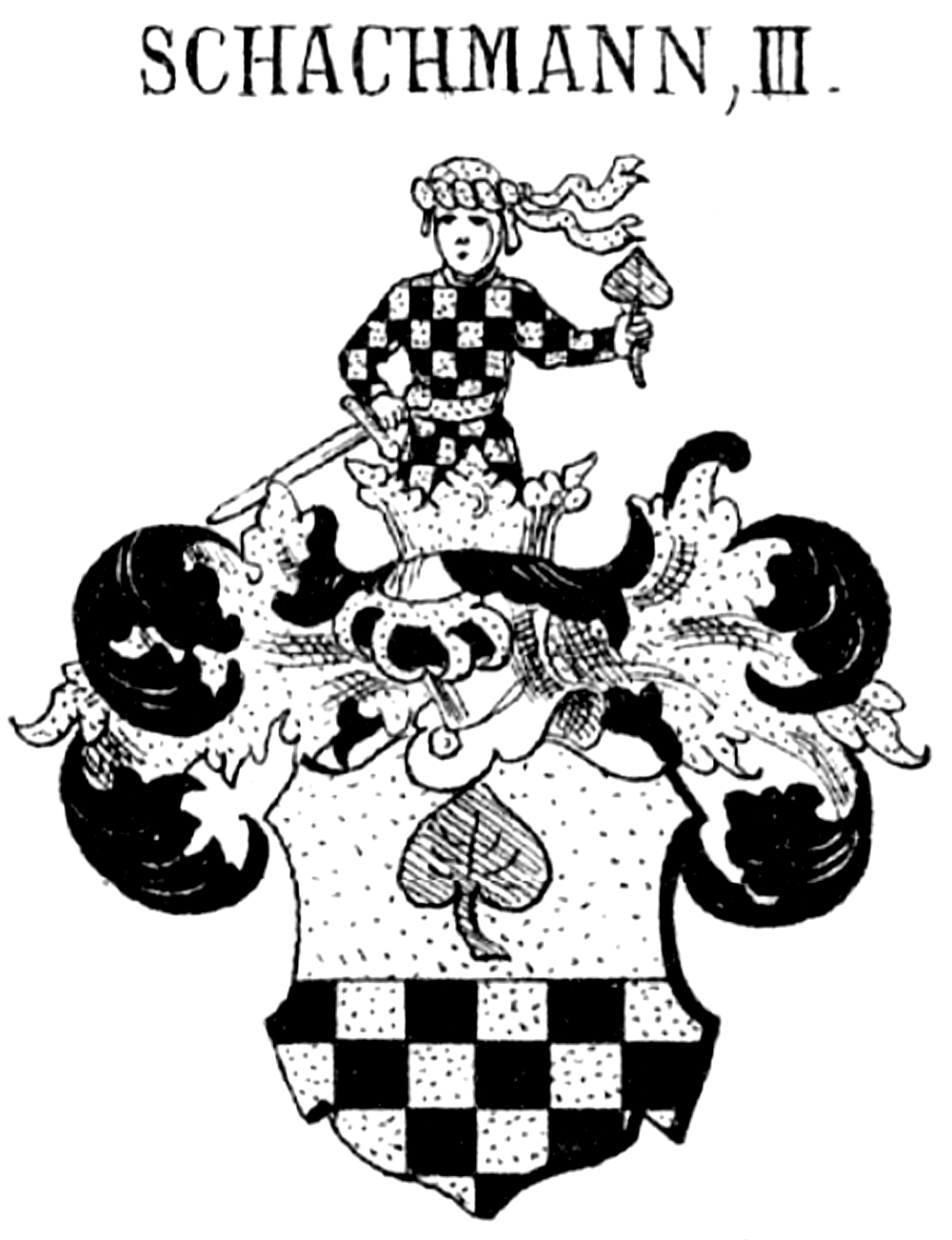
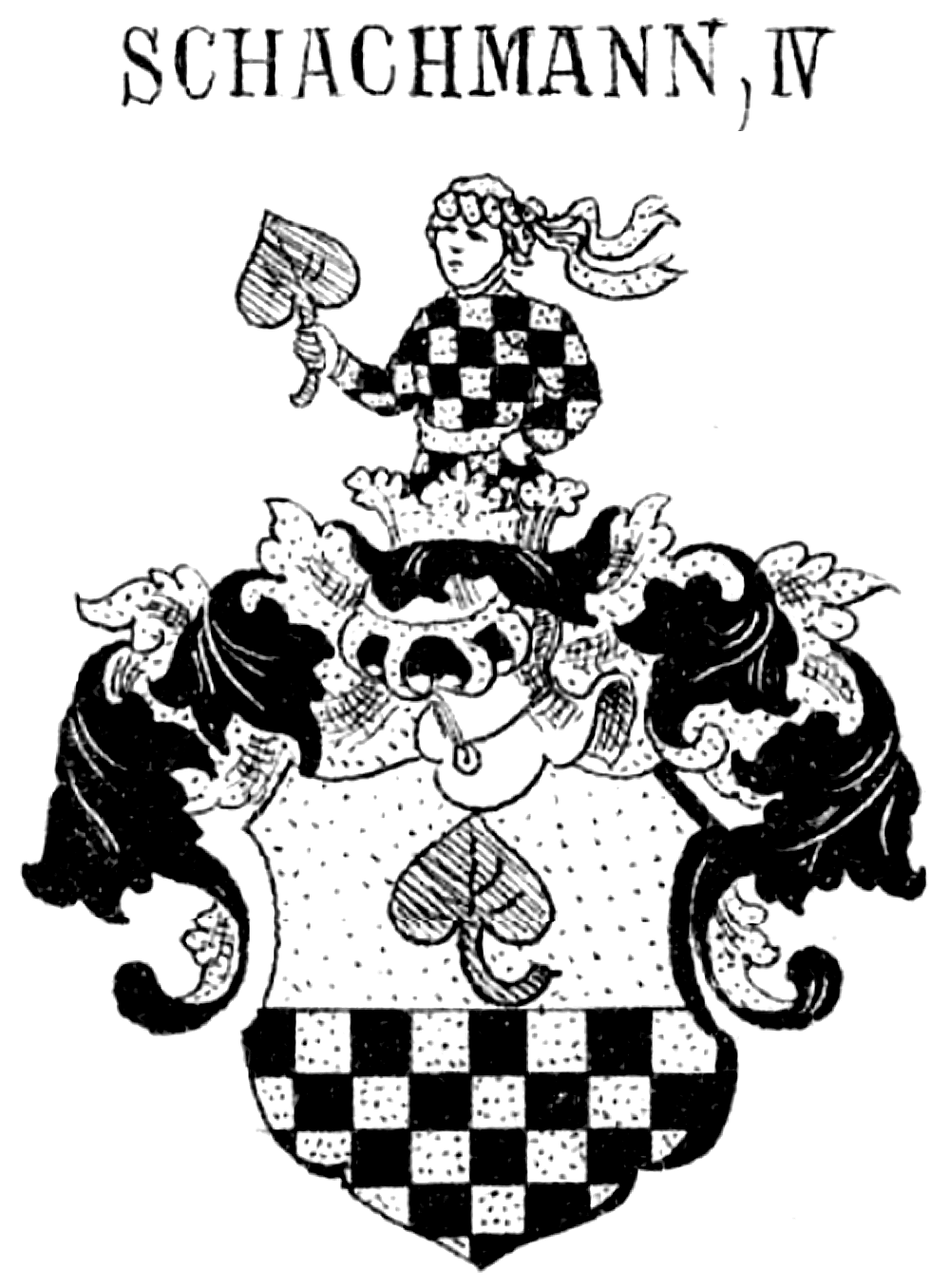
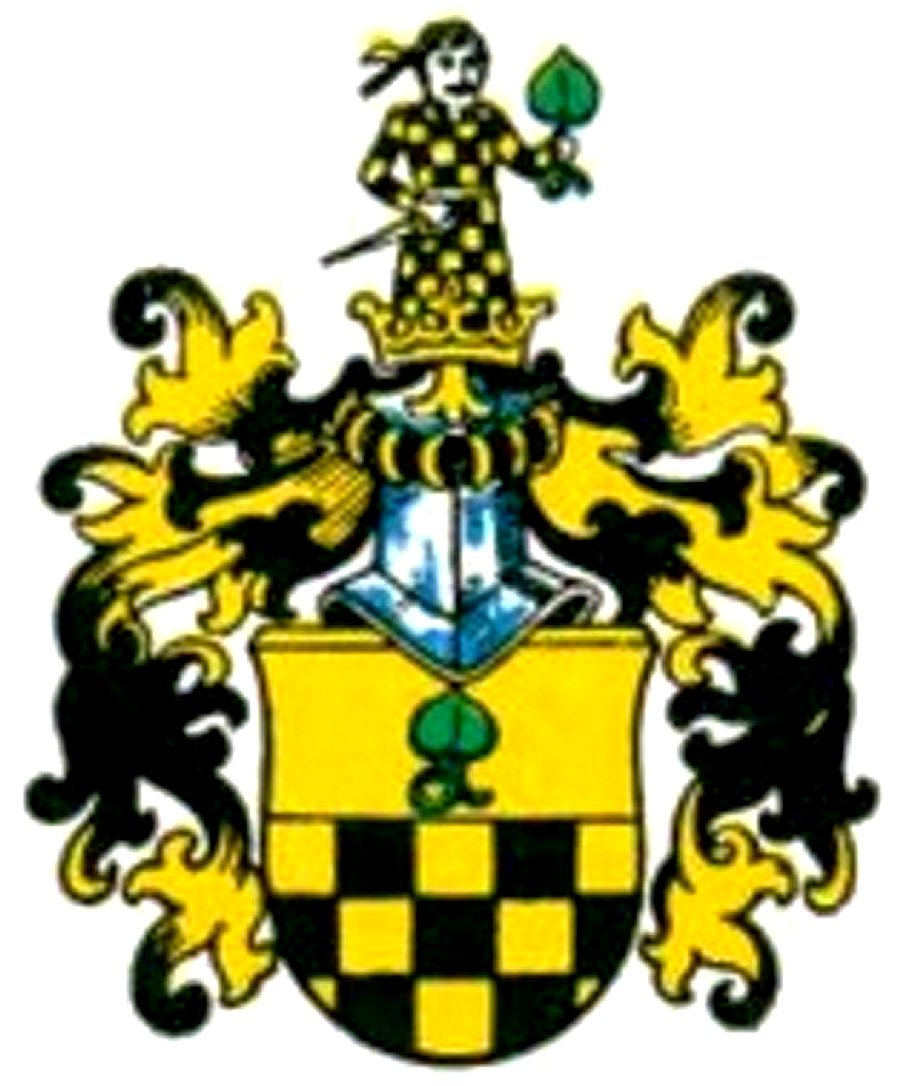

Wappen (verschiedene Varianten): geteiltes Wappen, oben in Gold ein Weinblatt mit links gekrümmten Stiel; unten von Schwarz und Gold geschacht. Helmkleinod: Krone, (in Varianten auch) ein wachsender Mann mit goldener Kopfbinde, schwarz-gold geschachtem Kleid mit goldenem Gurt, mit und ohne Schwert und mit Lindenblatt. Helmdecken: schwarz-gold
Verschiedene Varianten zeigen auch drei Seeblätter (Weinblätter) mit gemeinsamem Stiel oder ein Lindenblatt im oberen Feld.